# 영봉로 (영주 봉화)
영봉로(Yeongbong-ro)는 경상북도 영주시 휴천동 술바위교차로에서 봉화군 상운면 구천사거리를 잇는 도로이다.

## 주요 경유지
경상북도
- 영주시 (휴천동 . 이산면) - 봉화군 (상운면)

## 노선
| 이름          | 접속 노선                 | 소재지        | 소재지        | 비고          |
| 남간로와 직결 | 남간로와 직결             | 남간로와 직결 | 남간로와 직결 | 남간로와 직결 |
| ------------- | ------------------------- | ------------- | ------------- | ------------- |
| 술바위 교차로 | 서원로                    | 영주시        | 휴천동        |               |
| 술바위교      |                           | 영주시        | 휴천동        |               |
| (이름없음)    | 내림로                    | 영주시        | 이산면        |               |
| 두월교        |                           | 영주시        | 이산면        |               |
| 구천교        |                           | 봉화군        | 상운면        |               |
| 구천삼거리    | 지방도 제915호선 (예봉로) | 봉화군        | 상운면        |               |

## 주요 시설및 건물
- 한국국제조리고등학교 (영봉로 28/휴전동 산 112)
- 동산여자중학교 (영봉로 49/하망동 595)